# Hüttenkategorie
Hüttenkategorien sind eine Einteilung der Schutzhütten hinsichtlich ihrer Lage und der Ausstattung. Diese wird von Alpinen Vereinen vorgenommen.

## Kategorien nach DAV und ÖAV
Diese Einteilung verwenden der Deutsche und der Österreichische Alpenverein, wie auch einige andere Bergvereine. Für jede Kategorie gilt eine eigene Hüttenordnung. Die Übernachtungsgebühren sind ebenfalls von der Kategorie der Hütte abhängig.

### Kategorie I
Hütten der Kategorie I sind Schutzhütten, die ihren ursprünglichen Charakter als Stützpunkt für Bergsteiger und Bergwanderer bewahren müssen. Das bedingt eine schlichte Ausstattung sowie bei bewirtschafteten Hütten eine einfache, aber ausreichende Verköstigung. Sie finden sich in bergsteigerisch bedeutsamen Gebieten und sind meist über eine Stunde Fußmarsch vom nächstgelegenen Stützpunkt entfernt. Mechanisch sind diese Hütten nur in Ausnahmefällen zu erreichen. In dieser Kategorie gibt es sowohl bewirtschaftete wie auch bewartete Hütten und Biwakschachteln. Kategorie-I-Hütten besitzen grundsätzlich einen Winterraum.
Beispiel: Tutzinger Hütte an der Benediktenwand

### Kategorie II
Hierbei handelt es sich um Hütten in vielbesuchten Gebieten. Wegen einer im Vergleich zur Kategorie I besseren Ausstattung und Verköstigung eignen sich diese Hütten auch für mehrtägige Aufenthalte und Urlaube, sowohl im Winter als auch im Sommer. Hütten dieser Kategorie sind im Regelfall ganzjährig bewirtschaftet. Eine mechanische Erreichbarkeit ist in vielen Fällen vorhanden, ist aber kein zwingendes Kriterium. Hütten der Kategorie II besitzen nicht zwingend einen Winterraum.
Beispiel: Münchner Haus auf der Zugspitze

### Kategorie III
Hierunter versteht man mechanisch erreichbare Hütten, die hauptsächlich als Ziel für Tagesausflüge dienen und somit nur geringe Übernachtungszahlen aufweisen. Entsprechend ist das gastronomische Angebot den landestypischen Verhältnissen angepasst. Dem entspricht die – von den Alpenvereinen in diesem Zusammenhang nicht verwendete – Bezeichnung Alpengasthaus, Alpenwirtshaus.
Beispiele: Glocknerhaus in den Hohen Tauern, Lustenauer Hütte im Bregenzerwaldgebirge

### Kategorie MH (Mittelgebirgshütte)
In diese Kategorie fallen Hütten des Alpenvereins, die nicht in den Alpen, sondern im deutschen Mittelgebirge liegen. Solche Hütten müssen gute Möglichkeiten als Ausgangs- oder Anlaufpunkt zum Klettern und/oder zum Skilaufen bieten oder sonst von bergsteigerischer Bedeutung sein.
Beispiele: Enzianhütte (Rhön), Würzburger Bergbund-Hütte

## Kategorien nach CAI
Der Club Alpino Italiano (CAI) verwendet eine andere Einteilung und benutzt eine Aufgliederung in Obergruppen, denen dann Kategorien zugeordnet sind. Sie richtet sich generell danach, wie schwer bzw. leicht eine Hütte zu versorgen ist. Die Einteilung hat dann Auswirkung auf die in der Hütte geltenden Übernachtungs- und Verpflegungspreise. Die entsprechende Einteilung muss in den Hütten sichtbar ausgehängt sein.

### Obergruppe Schutzhütten

#### Kategorie A
Hütten, die über eine öffentlich befahrbare Straße erreicht werden können bzw. an einer solchen gelegen sind. Im Winter können solche Hütten einer anderen Kategorie zugeordnet werden, wenn die Straße im Winter nicht befahrbar ist (z. B. Wintersperre).

#### Kategorie B
Hütten, die mittels allgemein zugänglicher Aufstiegshilfen erreicht werden können bzw. in deren Nähe liegen, dazu zählen z. B. Seilbahnen, aber keine Skilifte.

### Obergruppe alpine Schutzhütten

#### Kategorie C-D-E
Eine Einteilung erfolgt hier nach den Kriterien wie hoch die Hütte liegt, wie lange man benötigt, um sie zu erreichen und wie sie zu erreichen ist. Dabei wird berücksichtigt, ob die Versorgung auf technische (z. B. Materialseilbahn) oder sonstige (Forststraße) Weise erleichtert wird. Für die Kategorie C kann es noch Unterkategorien geben.

### Obergruppe Biwakschachteln – Unterstände – Vereinshütten
Diese Obergruppe ist nicht in Kategorien eingeordnet.